# Jan Gasztołd
Jan Gasztołd herbu Abdank (łac. Johannes Gastoldi, ur. 1393 w Wilnie, zm. 1458 tamże) – bojar wielkolitewski, adoptowany podczas unii horodelskiej (1413), członek rady hospodarskiej Wielkiego Księstwa Litewskiego (1430–1455), namiestnik smoleński (1436), marszałek dworski (1426), wojewoda trocki (1440–1443), wojewoda wileński (1443–1458).

## Życiorys
W 1413 roku podczas unii horodelskiej doszło do przyjęcia przez polskie rodziny szlacheckie, bojarów litewskich wyznania katolickiego (tzw. adopcja herbowa). Jednym z ważniejszych dowodów tamtego wydarzenia jest istniejący do dziś dokument, do którego przyczepione są pieczęcie z wizerunkami herbów szlacheckich.
Z dokumentu dowiadujemy się o istnieniu Jana Gasztołda, który został adoptowany przez przedstawicieli Awdańców.

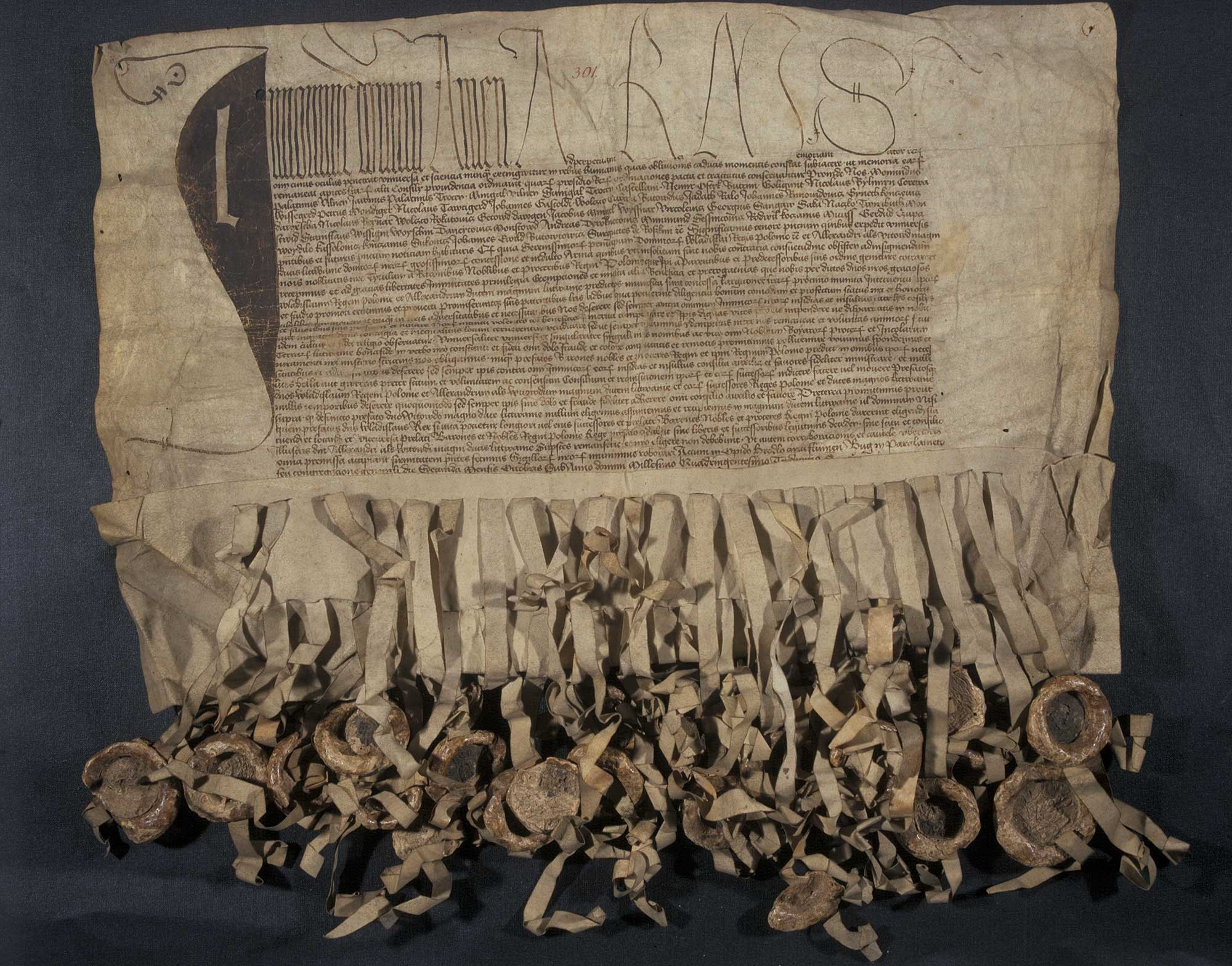
Dokument unii horodelskiej z 1413 roku z przyczepionymi pieczęciami

W 1422 roku był starostą dorsuńskim, od 1426 do 1431 r. pełnił urząd marszałka dworskiego w. ks. lit Witolda, a od śmierci Witolda – na dworze Świdrygiełły. Po rozłamie w obozie Świdrygiełły przeszedł na stronę Zygmunta Kiejstutowicza. Brał udział w podpisaniu unii grodzieńskiej w 1432 roku, a następnie unii trockiej w 1433 roku. Jeszcze w tym samym roku w zamian za poparcie, z rąk Zygmunta Kiejstutowicza zostało mu nadane miasto Tykocin wraz z przyległymi wioskami (26 wsi na Podlasiu). W 1436 r. został namiestnikiem smoleńskim. W 1444 roku wyparł z Mielnika i Drohiczyna stronników księcia mazowieckiego, Bolesława IV warszawskiego i odzyskał Podlasie dla Kazimierza Jagiellończyka.
Jan był przeciwnikiem udziału Litwy w wojnie trzynastoletniej. Przewodził grupie niechętnych Polsce magnatów, którzy uniemożliwili Kazimierzowi IV użycie sił litewskich dla wsparcia Związku Pruskiego.
W 1456 r. uczestniczył w próbie obalenia wielkiego księcia litewskiego Kazimierza Jagiellończyka.

### Życie prywatne
Według badań genealogicznych Marii Minakowskiej, rodzicami Gasztołda była nieznana z imienia Buczacka i Andrzej Gasztołd. Jan natomiast miał być czterokrotnie żonaty, z pierwszego ślubu z nieznaną z imienia i nazwiska wybranką miał dwójkę dzieci, Aleksandrę i Jerzego. Z drugą małżonką, nieznaną z imienia Zadorą, wziął ślub około roku 1410. Z trzecią żoną, księżną Elżbietą Drucką, ożenił się około roku 1430, z tego małżeństwa mieli trójkę dzieci: Marcina, Marię i Wojciecha. Ostatnie małżeństwo miał zawrzeć około roku 1445 z nieznaną z nazwiska Dorotą.